# Kenai (fiume)
Il Kenai (in inglese Kenai River) è un fiume dell'Alaska situato nella penisola di Kenai.

## Etimologia
Il nome del fiume, riportato in tempi storici per la prima volta dal meteorologo Thomas Corwin Mendenhall nel 1898, deriva dal nome della penisola la cui etimologia deriva dalla parola Kenaitze una tribù di nativi dell'area Athabascan Alaska che storicamente abitavano la regione.  Questi popoli chiamavano la penisola Yaghanen ( = il bel paese). Il fiume in lingua tanaina (Dena'ina) è chiamato Kahtnu  (Kakny o Kakna).

## Dati fisici e percorso
Il fiume si trova nel Borough della Penisola di Kenai (Alaska) ed è il più lungo della penisola. Nasce dal lago Kenai (Kenai Lake) (ad una altitudine di circa 130 m s.l.m.) situato nei monti Kenai e sfocia nella baia di Cook (Cook Inlet) presso la cittadina Kenai dopo 132 km di tragitto. Durante il percorso attraversa il lago Skilak (Skilak Lake) a circa metà strada tra Cooper Landing e Soldotna e l'area protetta Kenai National Wildlife Refuge. 
Per buona parte del percorso il fiume è affiancato dall'autostrada Sterling (Sterling Hwy) che collega il lago Tern (il bivio per Seward - Anchorage) con la città di Kenai.
Dalla popolazione locale il fiume riceve diversi nomi: Upper River dalla sorgente al lago Skilak; Middle River dal lago alla città di Soldotna; Lower River negli ultimi 34 km, dove la corrente  è più dolce.

## Pesca
Il fiume Kenai è famoso in tutta l'Alaska per le dimensioni dei salmoni pescati. Il record è di un salmone di 44 kg. Nel fiume sono presenti i seguenti tipi di salmone:
- Salmone reale (Chinook salmon o King Salmon).
- Salmone rosso (Sockeye salmon o Red Salmone).
- Trota arcobaleno (Rainbow Trout).
- Salmone rosa (Pink salmon).
- Salmone argentato (Coho salmon o Silver Salmon).

## Alcune immagini del fiume Kenai

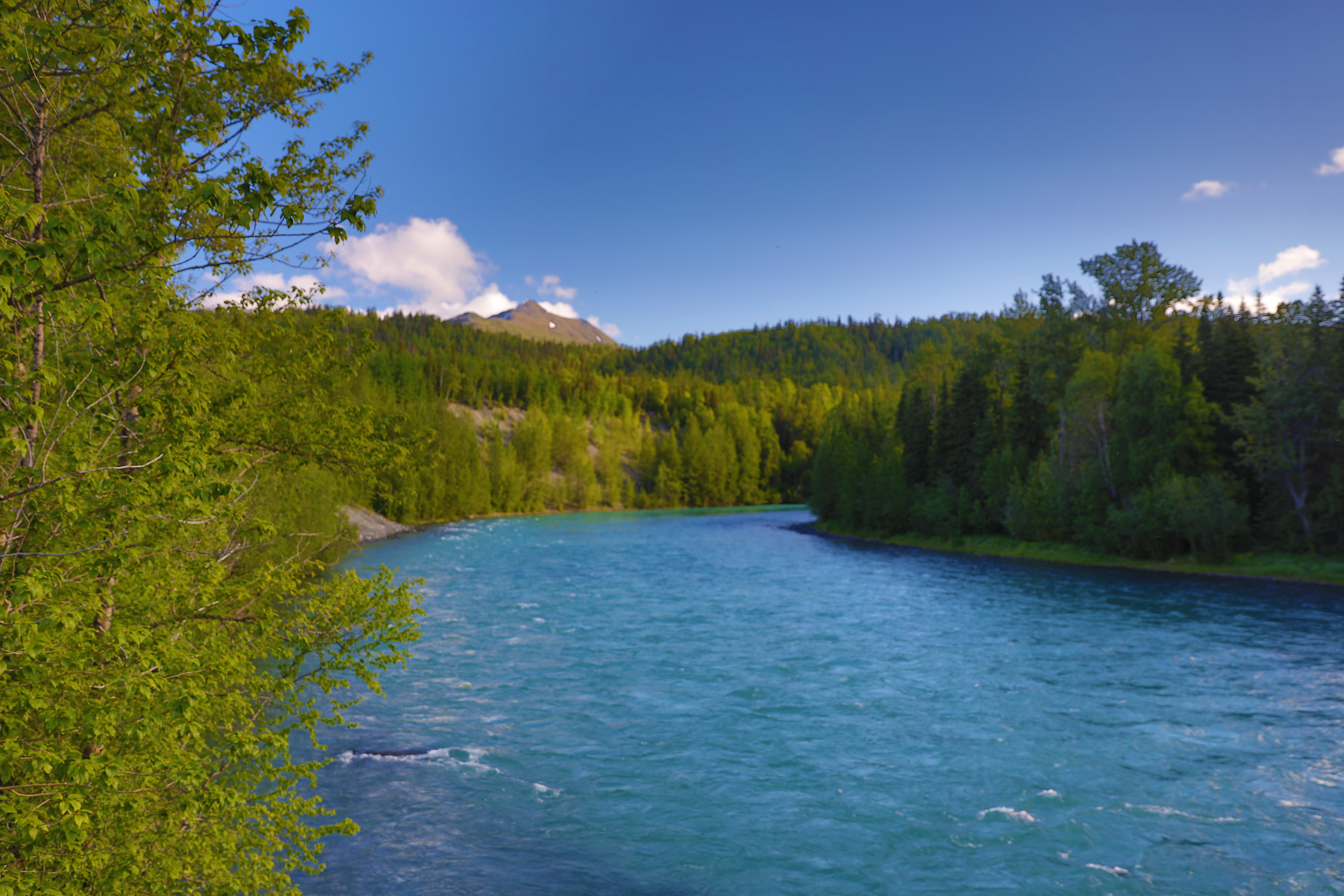
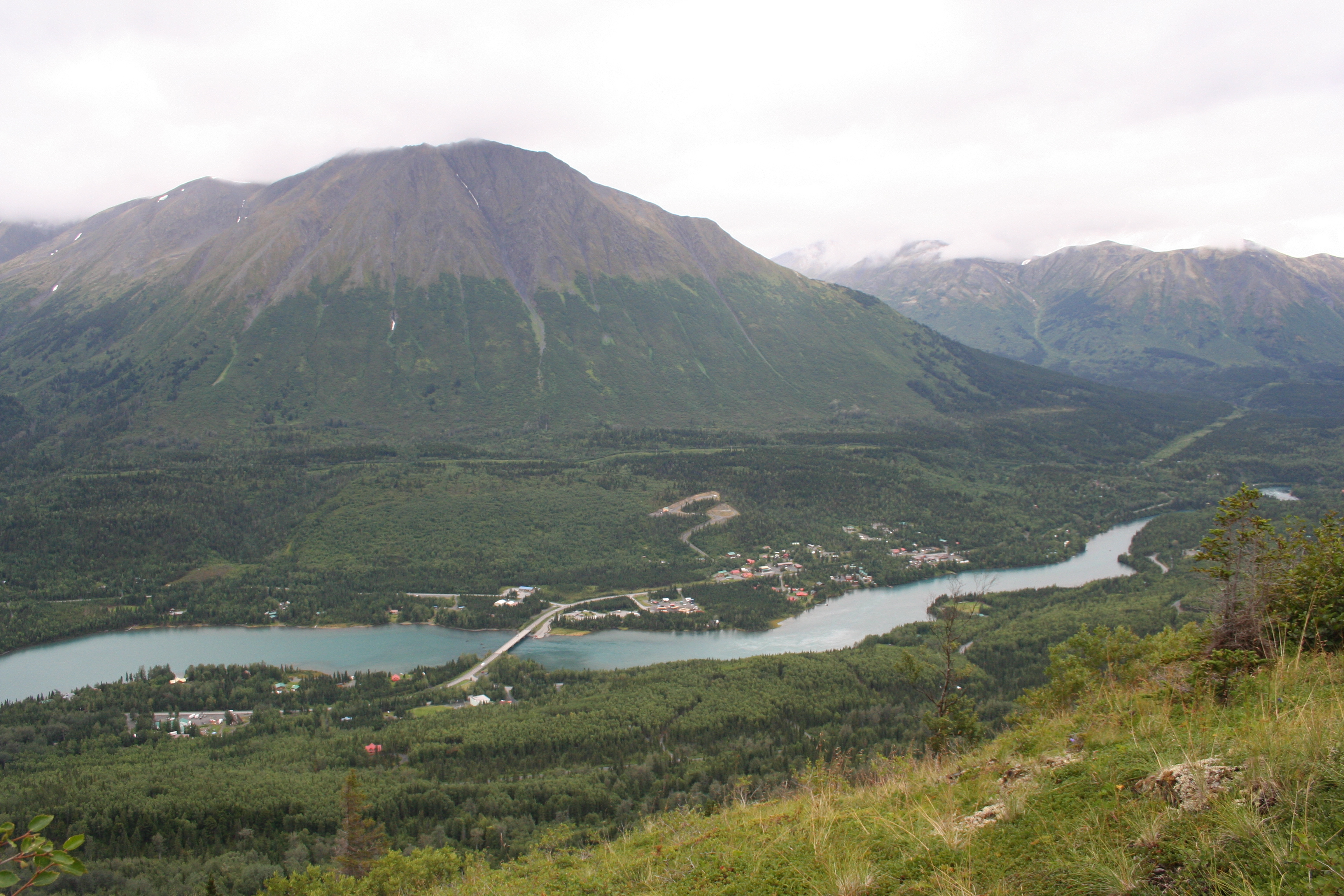
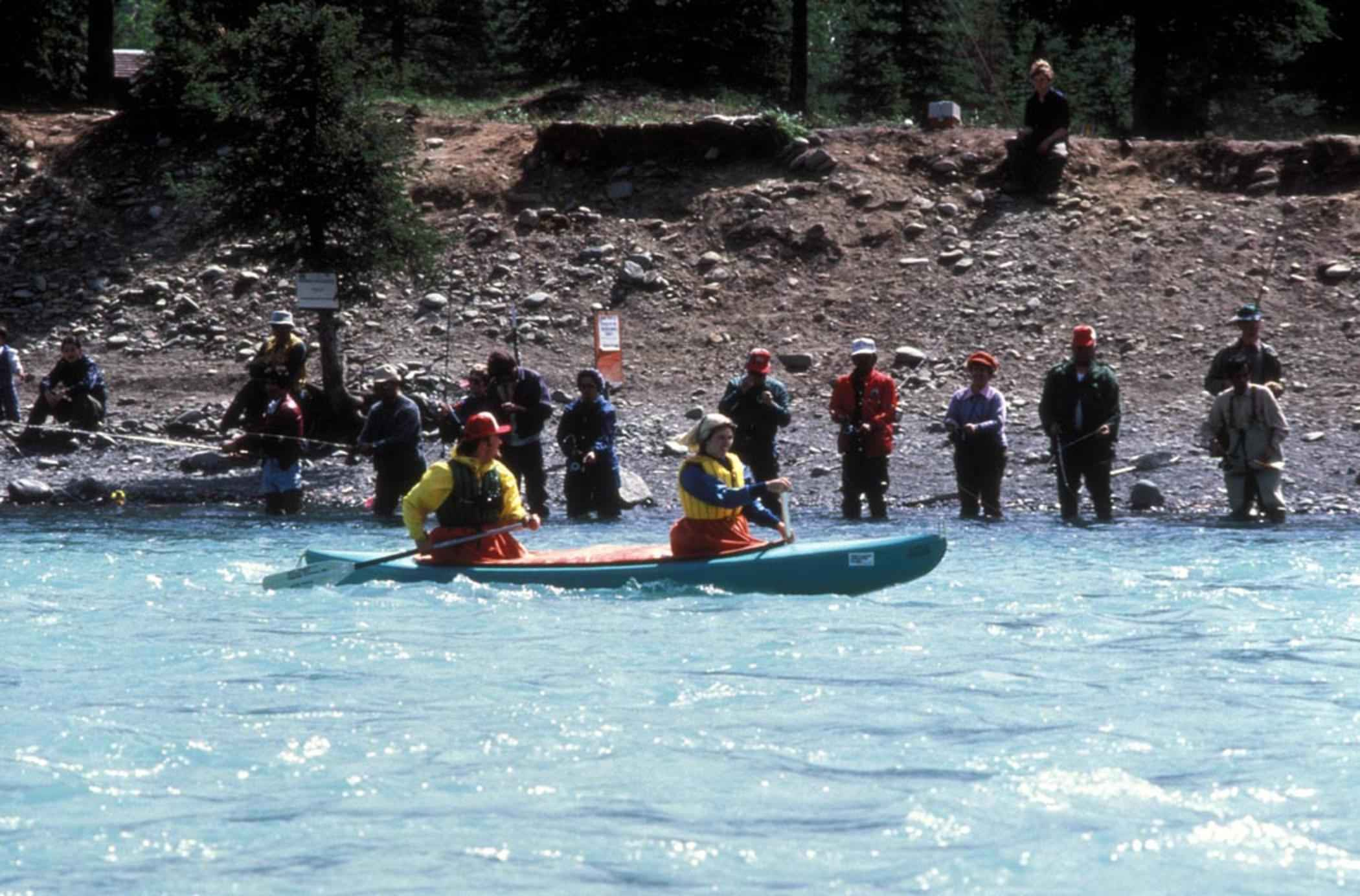
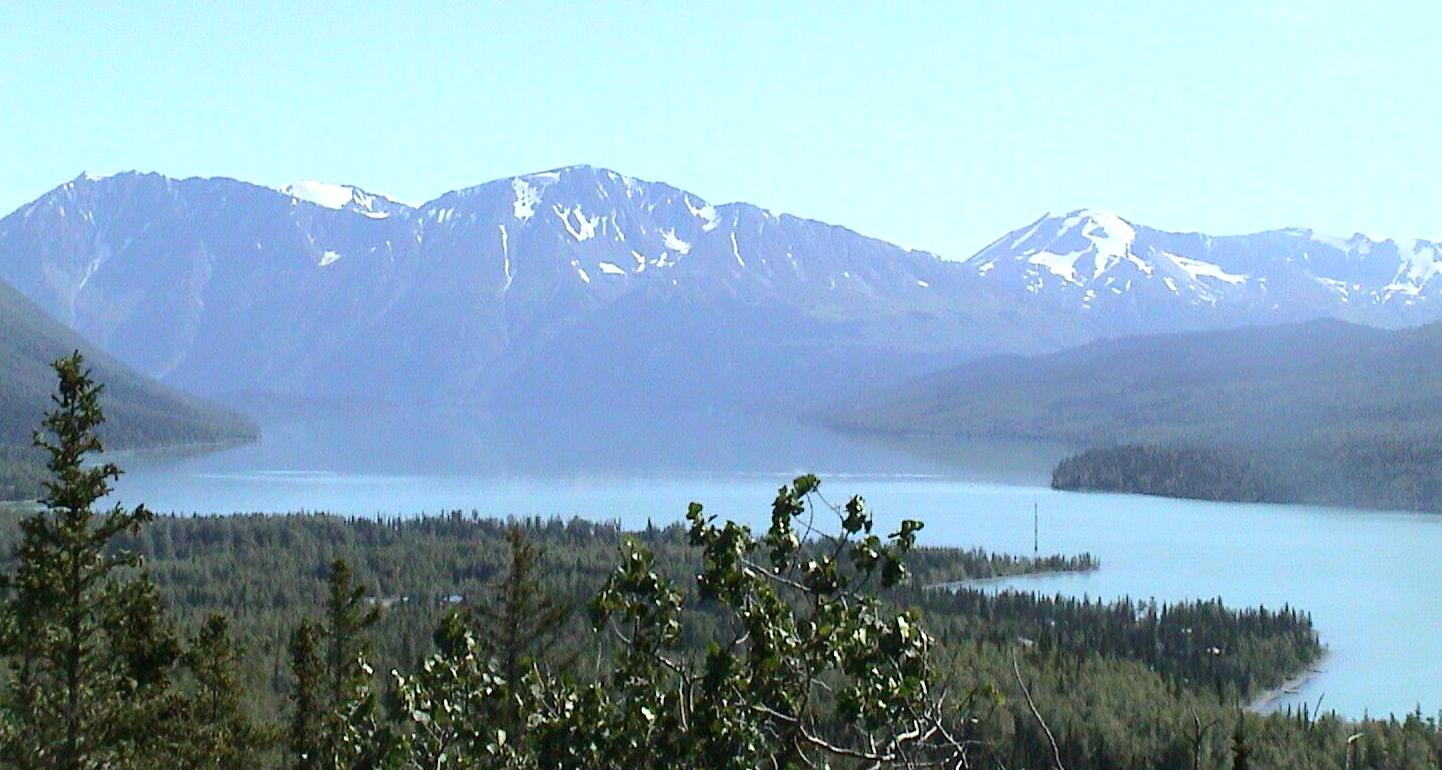
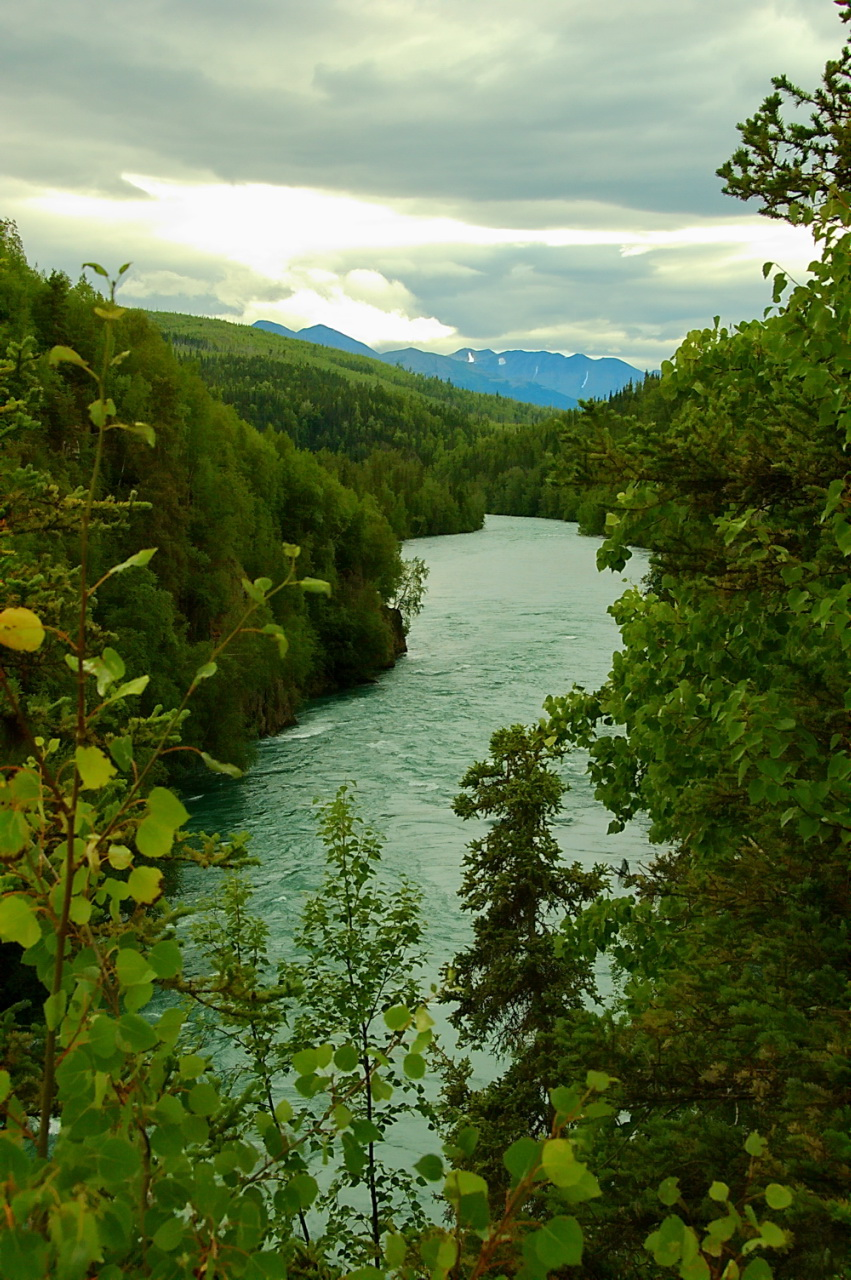